# Crossopetalum coriaceum
Crossopetalum coriaceum är en benvedsväxtart som beskrevs av Alice Belle Northrop. Crossopetalum coriaceum ingår i släktet Crossopetalum och familjen Celastraceae. Inga underarter finns listade.